# Mark Waters
Mark Stephen Waters (Wyandotte, Míchigan, Estados Unidos, 10 de junio de 1964) es un director, productor y guionista estadounidense de cine y televisión. Ha dirigido películas como Freaky Friday (2003), Mean Girls (2004), Ghosts of Girlfriends Past (2009) o Mr. Popper's Penguins (2011).

## Biografía
Nació el 10 de junio de 1964 en Wyandotte, Míchigan, Estados Unidos. Tiene un hermano, Daniel Waters, también actor, guionista y director. Contrajo matrimonio con Dina Waters el 10 de noviembre de 2000. Fue invitado a formar parte de la Academy of Motion Picture Arts and Sciences en 2006.

### Carrera
Su debut en el cine se produjo con la comedia que él mismo escribió, The House of Yes (1997), protagonizada por Parker Posey. Fue presentada en el Festival de Cine de Sundance, donde recibió numerosos elogios. En 2001 se estrenó la comedia Head Over Heels, en la que Freddie Prinze Jr. era el intérprete principal. En los años siguientes dirigió en dos ocasiones a Lindsay Lohan, la primera de ellas fue con Freaky Friday (2003) donde Lohan interpretaba a la hija de Jamie Lee Curtis y que fue descrita por la prensa como "fresca y divertida". Esta adaptación de la película de 1976 de título homónimo protagonizada por Jodie Foster es su trabajo más taquillero en Estados Unidos y Canadá hasta el momento, con un cúmulo total de 110 millones de dólares. El siguiente proyecto junto a la actriz fue en la cinta adolescente Mean Girls (2004), en la que también aparecía Rachel McAdams, y que recibió el apoyo de la crítica.
En 2005 llegó a las pantallas la adaptación cinematográfica de la novela "If Only It Were True" de Marc Levy, titulada Just Like Heaven cuyo reparto estaba formado por Reese Witherspoon y Mark Ruffalo. Su siguiente proyecto, The Spiderwick Chronicles, se estrenó el 14 de febrero de 2008 en Estados Unidos. Al año siguiente dirigió a Matthew McConaughey, Jennifer Garner y Michael Douglas en la comedia romántica Ghosts of Girlfriends Past (2009), inspirada en una novela de Charles Dickens y en la que también ejerció las funciones de productor ejecutivo. Además ese mismo año produjo (500) Days of Summer. En 2011 Jim Carrey protagonizó Mr. Popper's Penguins, basada en la novela de Richard Atwater y Florence Atwater, siendo la película más exitosa de su filmografía hasta el momento con 185 millones de dólares recaudados mundialmente.

## Filmografía
| Año  | Película                   |
| ---- | -------------------------- |
| 1997 | The House of Yes           |
| 2001 | Head Over Heels            |
| 2003 | Freaky Friday              |
| 2004 | Mean Girls                 |
| 2005 | Just Like Heaven           |
| 2008 | The Spiderwick Chronicles  |
| 2009 | Ghosts of Girlfriends Past |
| 2011 | Mr. Popper's Penguins      |
| 2014 | Vampire Academy            |
| 2020 | Magic Camp                 |
| 2021 | He's All That              |
| 2024 | La madre de la novia       |
| 2025 | La Dolce Villa'            |